# Jarmenovci
Jarmenovci (cyr. Јарменовци) – wieś w Serbii, w okręgu szumadijskim, w gminie Topola. W 2011 roku liczyła 389 mieszkańców.